# Psammophiidae
Psammophiidae is een familie van slangen die behoort tot de superfamilie Elapoidea.

## Naam en indeling
De groep werd voor het eerst beschreven door Karel Lucien Bonaparte in 1845. De familie werd lange tijd beschouwd als een onderfamilie van de Lamprophiidae, maar dit wordt beschouwd als verouderd.

## Verspreiding en habitat
De slangen komen voor in grote delen van Europa, Afrika en het Midden-Oosten. Ze leven in uiteenlopende habitats, van droge savannen, graslanden en scrublands tot in hete woestijnen.

## Geslachten
De familie omvat de volgende geslachten met de auteur en het verspreidingsgebied.
| Naam                        | Auteur                           | Soorten | Verspreidingsgebied |
| --------------------------- | -------------------------------- | ------- | --- |
| Dipsina                     | Schmidt, 1847                    | 1       | Afrika; Botswana, Namibië en Zuid-Afrika |
| Hemirhagerrhis              | Boettger, 1893                   | 4       | Afrika; Namibië, Botswana, Zuid-Afrika, Zimbabwe, Mozambique, Soedan, Somalië, Kenia, Tanzania, Oeganda, Malawi, Zambia, Congo-Kinshasa, Centraal-Afrikaanse Republiek, Ethiopië, Kameroen, Tsjaad, Niger, Burkina Faso, Togo en Angola |
| Kladirostratus              | Conradie, Keates & Edwards, 2019 | 2       | Afrika; Angola, Congo-Kinshasa, Congo-Brazzaville, Tanzania, Burundi, Zambia, Oeganda, Kameroen, Nigeria, Ghana, Togo en Ivoorkust, mogelijk in Benin |
| Malpolon                    | Fitzinger, 1826                  | 3       | Europa, noordelijk Afrika en het Midden-Oosten; Albanië, Algerije, Armenië, Azerbeidzjan, Bosnië en Herzegovina, Bulgarije, Cyprus, Egypte, Eritrea, Frankrijk, Georgië, Gibraltar, Griekenland, Herzegovina, Irak, Iran, Israël, Italië, Jemen, Jordanië, Koeweit, Kroatië, Libanon, Libië, Noord-Macedonië, Mali, Marokko, Mauritanië, Montenegro, Niger, Oman, Portugal, Rusland, Saoedi-Arabië, Servië, Sinaï, Soedan, Spanje, Syrië, Tunesië, Turkije, Verenigde Arabische Emiraten en Westelijke Sahara, mogelijk in Slovenië en Ghana |
| Mimophis                    | Günther, 1868                    | 2       | Afrika; Madagaskar |
| Zandrenslangen (Psammophis) | Fitzinger, 1826                  | 34      | Afrika, Azië en het Midden-Oosten; Afghanistan, Algerije, AngolaAzerbeidzjan, Benin, Botswana, Burkina Faso, Burundi, Cambodja, Centraal-Afrikaanse Republiek, Centraal-Afrikaanse Republiek, Centraal-Afrikaanse Republiek, Centraal-Afrikaanse Republiek, Centraal-Afrikaanse Republiek, ChinaCongo-Brazzaville, Congo-Kinshasa, Djibouti, Egypte, Eritrea, Ethiopië, Gabon, Gambia, Ghana, Guinea, Guinee-Bissau, India, IndonesiëIran, Iran, Israël, Ivoorkust, Jemen, Jordanië, Kameroen, Kazachstan, Kenia, Kirgizië, Koeweit, KwaZoeloe-Natal, Laos, Liberia, Libië, Malawi, Mali, Marokko, Mauritanië, Mongolië, Mozambique, Myanmar, Namibië, Nepal, Niger, Nigeria, Oeganda, Oezbekistan, Oman, Pakistan, Rwanda, Saoedi-Arabië, Senegal, Sierra Leone, Soedan, Somalië, Swaziland, Syrië, Tadzjikistan, Tanzania, Thailand, Togo, Tsjaad, Turkmenistan, Verenigde Arabische Emiraten, Vietnam, Zambia, Zimbabwe en Zuid-Afrika |
| Psammophylax                | Fitzinger, 1843                  | 6       | Afrika; Botswana, Congo-Kinshasa, Tanzania, Burundi, Rwanda, Oeganda, Kenia, Ethiopië, Malawi, Zambia, Mozambique, Namibië, Zimbabwe, Zuid-Afrika, Angola, Lesotho, Swaziland en Rwanda |
| Rhamphiophis                | Peters, 1854                     | 3       | Afrika; Botswana, Congo-Kinshasa, Rwanda, Burundi, Oeganda, Ghana, Soedan, Centraal-Afrikaanse Republiek, Kameroen, Benin, Nigeria, Togo, Burkina Faso, Mali, Ivoorkust, Guinea, Senegal, Guinee-Bissau, Mali, Mauritanië, Malawi, Namibië, Ethiopië, Zuid-Afrika, Mozambique, Somalië, Kenia, Tanzania, Zimbabwe en Zambia |